# Sydney Ayres
Pour les articles homonymes, voir Ayres.
Sydney Ayres est un acteur, réalisateur et scénariste américain né le 28 août 1879 à New York et mort le 9 septembre 1916 à Oakland, Californie.

## Biographie
Ayers est le fils de James H. Ayers, un homme d'affaires d'Oakland, et a commencé sa carrière théâtrale à l'âge de dix-sept ans, en rejoignant la compagnie de Lewis Mortison dans une représentation de Faust. Il a joué de nombreux rôles dans de nombreuses compagnies de l'Est, en revenant à Oakland en 1910, lorsqu'il est devenu l'acteur principal de Ye Liberty. Après avoir joué à Ye Liberty pour plusieurs engagements, il a fait le tour du circuit de l'Orpheum avec plusieurs de ses propres mises en scène dramatiques, et de là s'est lancé dans le cinéma. En 1912, Morning Oregonian mentionne notamment sa tournée à Portland dans le rôle du mari dans la pièce Le Voleur d'Henri Bernstein. La même revue rappelle également qu'Ayres est venu pour la première fois sur
la côte lorsqu'il était enfant dans le rôle du Petit Lord Fauntleroy. Sur scène, il apparaît aussi dans The Adventure of Lady Ursula (Anthony Hope), The Gadfly (Ethel Lilian Voynich), The Harvester (Gene Stratton-Porter), The Clansman, The Redskins.
Au cinéma, il incarne entre autres Jesus Christ dans The Last Supper de Lorimer Johnston en 1914.
Il était marié à Anna Franck. À sa mort, laisse dans le deuil sa veuve et un enfant, Ann Ayres, et deux sœurs.

## Filmographie

### Comme acteur
- 1911 : Slick's Romance de Francis Boggs : Slick Barlow
- 1911 : How Algy Captured a Wild Man de Francis Boggs : Phillip Stoddard
- 1911 : The Heart of John Barlow de Francis Boggs : John Barlow
- 1911 : Shipwrecked de Francis Boggs : John Kingdon
- 1911 : The Rival Stage Lines de Francis Boggs : Henry Harding
- 1911 : The Artist's Sons de Francis Boggs : Earl Hillard, the Artist
- 1911 : Out-Generaled de Francis Boggs : Bert Lowe
- 1911 : On Separate Paths de Francis Boggs : Steve Maitland
- 1911 : Captain Brand's Wife de Francis Boggs : Lt. Moore (the second husband)
- 1911 : Lieutenant Grey of the Confederacy de Francis Boggs : Lt. Grey
- 1911 : A Spanish Wooing de Frank Montgomery : Don Rafael de Ortega
- 1911 : Blackbeard de Francis Boggs : Blackbeard
- 1911 : An Evil Power de Francis Boggs : Charles Burnham Jr.
- 1911 : A Diamond in the Rough de Francis Boggs : Ralph Stewart
- 1911 : The Maid at the Helm de Francis Boggs : Capt. Treavor
- 1911 : For His Pal's Sake de Frank Montgomery : Tom
- 1911 : The Little Widow de Francis Boggs : John Forman
- 1912 : The Peacemaker, de Francis Boggs : Paul Gregory - the Peacemaker
- 1912 : The Ten of Diamonds (it) de Tom Ricketts : Willard Millard - the Boy's Father
- 1912 : The Foreign Spy (it) de Tom Ricketts : Captain Carter
- 1913 : Bill's Sweetheart de  J. Searle Dawley : Bill
- 1913 : Rose of San Juan (en) de lui-même : Ben Cameron
- 1913 : Master and Man de J. Searle Dawley
- 1913 : An Indian Nemesis (it) : Billy (a cowpuncher)
- 1913 : The Occult de Lorimer Johnston : Harold Brinkworth
- 1913 : American Born (en) de Lorimer Johnston : Richard Danvers
- 1913 : Trapped in a Forest Fire (en) de Gilbert P. Hamilton : Robert Newton
- 1913 : Personal Magnetism (en) de Lorimer Johnston : Simon Fletcher - a Young Artist
- 1914 : Destinies Fulfilled (en) de Lorimer Johnston
- 1914 : The Power of Light (en) de Lorimer Johnston : Cliff Jackson
- 1914 : The Son of Thomas Gray (en) de Lorimer Johnston : Harry - the Son of Thomas Gray
- 1914 : At the Potter's Wheel (en) de Lorimer Johnston
- 1914 : A Blowout at Santa Banana (en) de Grant Wallace (en) : Wall-Eyed Pete - The First Guardsman
- 1914 : True Western Hearts (en) de J. Russell O'Leary : Tom Thompson
- 1914 : The Cricket on the Hearth de Lorimer Johnston : Caleb Plummer
- 1914 : The 'Pote Lariat' of the Flying A de Lorimer Johnston : Buck Higgins
- 1914 : The Crucible (en) d'Edwin S. Porter et Hugh Ford : Caleb Plummer
- 1914 : A Child of the Desert de Lorimer Johnston : Tom Manning
- 1914 : The Call of the Traumerei (en) de Jacques Jaccard et Lorimer Johnston : Calvin Demorest
- 1914 : A Story of Little Italy (en) de Lorimer Johnston : Tony
- 1914 : The Coming of the Padres (en) de Lorimer Johnston : Señor Felipe Neve - Governor of California
- 1914 : The Turning Point de Lorimer Johnston : Dayton Reeves
- 1914 : The Certainty of Man (en) de Lorimer Johnston : Fred, a Cock-Sure Deputy Sheriff
- 1914 : The Last Supper de Lorimer Johnston : Jesus
- 1914 : The Widow's Investment (en) de Lorimer Johnston : Eben Green
- 1914 : David Gray's Estate (en) de Lorimer Johnston : David Gray
- 1914 : The Story of the Olive (en) de lui-même : The American Stranger
- 1914 : The Navy Aviator (en) de lui-même : Lt. David Evans, U.S.N.
- 1914 : Metamorphosis de Jorge Simonet : Professor Frank Burr
- 1915 : On Desert Sands (it) de lui-même : Cameo Clark
- 1915 : The Hearts of the Bradys (it) de lui-même
- 1915 : The Unmasking (en)  de lui-même : Lorenzo
- 1915 : Her Bargain (it) de lui-même : Rodney Blake
- 1915 : A Martyr of the Present de lui-même : William Strong
- 1915 : The Unknown Brother  de lui-même : Sheriff Robert Staples
- 1915 : A Matter of Parentage  de lui-même : Dayton Blair
- 1915 : The Ace of Clubs  de lui-même  : Roland Staples
- 1915 : Love o' the Parents de lui-même : Joe Saunders - Outlaw
- 1915 : The Law of the Open de lui-même : Dick Granger - Foreman of the Bar Z
- 1915 : Love that Lasts de lui-même  : Reuben Burdell
- 1915 : Love and Handcuffs :  Dick Fuller
- 1915 : Tiny Hands : Captain Sherman Monroe
- 1915 : In the Hills Beyond : John Carew - the Country Farmer
- 1915 : Profit from Loss (en) de B. Reeves Eason : Baxter
- 1915 : Framed : Ned Benton
- 1915 : Diamonds of Fate : Horace Grant - an Artist
- 1915 : The Amber Vase : Robert Wagner - the Artist
- 1915 : Fifty Years Behind : Joshua Winters - Watchmaker
- 1915 : The Stranger : Sydney Strange
- 1915 : The Honor of Kenneth McGrath : Kenneth McGrath
- 1915 : Around the Corner : Montgomery Stagg
- 1915 : Haunting Winds : Wilfred Melton
- 1915 : She Loved Them Both : Robert Mace
- 1915 : The Shot : Hal Garrett
- 1915 : Every Man's Money de Lynn Reynolds : Grant Darcy
- 1915 : The Third Partner de Lynn Reynolds : Christy Brehm
- 1915 : The Vengeance of Guido de Lynn Reynolds : Guido Morea
- 1915 : A Pure Gold Partner de Lynn Reynolds : Jack Oakes
- 1915 : The Man from Argentina : Carlos Lopez - the Son
- 1915 : Honor Thy Husband de Lynn Reynolds : Mathew King
- 1915 : The Mirror of Justice de Lynn Reynolds : Bob Clark
- 1915 : His Good Name de Lynn Reynolds : Blair
- 1914 : Does It End Right? (en) : Mart Kenyon
- 1916 : The Stolen Melody de Lem B. Parker : Homer Pasmore
- 1916 : As in a Dream : Donald Robbins : Donald Robbins
- 1916 : The Avenger : William Worthing
- 1916 : The Sting of Conscience  de lui-même : Gavin McDonald (age 40) /   John McDonald (age 25)

### Comme réalisateur
- 1913 : The Oath of Pierre (en)
- 1914 : A Child of the Desert
- 1914 : The Story of the Olive (en)
- 1914 : The Navy Aviator (en)
- 1914 : Nature's Touch (en)
- 1914 : The Cameo of the Yellowstone (en)
- 1914 : Feast and Famine (en)
- 1914 : A Man's Way (en)
- 1914 : Does It End Right? (en)
- 1914 : The Trap
- 1914 : Their Worldly Goods (en)
- 1914 : The Aftermath
- 1914 : The Cocoon and the Butterfly (en)
- 1914 : His Faith in Humanity (en)
- 1914 : The Taming of Sunnybrook Nell (en)
- 1914 : Jail Birds (en)
- 1914 : In the Open (en)
- 1914 : Sir Galahad of Twilight (en)
- 1914 : Redbird Wins (en)
- 1915 : On Desert Sands (it)
- 1915 : The Hearts of the Bradys (it)
- 1915 : The Unmasking (en)
- 1915 : Her Bargain (it)
- 1915 : A Martyr of the Present
- 1915 : The Unknown Brother
- 1915 : A Matter of Parentage
- 1915 : The Ace of Clubs
- 1915 : Love o' the Parents
- 1915 : The Law of the Open
- 1915 : Love that Lasts
- 1915 : Love and Handcuffs
- 1915 : Tiny Hands
- 1915 : In the Hills Beyond
- 1915 : Profit from Loss (en)
- 1915 : Framed
- 1915 : Diamonds of Fate
- 1915 : The Amber Vase
- 1915 : Fifty Years Behind
- 1915 : The Stranger
- 1915 : The Honor of Kenneth McGrath
- 1915 : She Loved Them Both
- 1915 : The Man from Argentina
- 1916 : The Stolen Melody

### comme scénariste
- 1911 : Shipwrecked
- 1915 : The Ace of Clubs